# Венерн
Венерн (швед. Vänern) — озеро у Швеції, найбільше на Скандинавському півострові та третє за площею в Європі (після Ладозького та Онезького озер). Розташоване на Середньошведській низовині у ландскапах Вестерйотланд, Дальсланд і Вермланд на південному заході країни.

## Історія
Геологічно озеро утворилося після останнього льодовикового періоду четвертинного зледеніння близько 10 000 років тому; коли лід розтанув, значна частина Швеції була покрита водою, створюючи протоку між Каттегатом і Ботнічним морем. У зв'язку з тим, що подальший післяльодовиковий відскок перевершив одночасний підйом рівня моря, озеро Венерн стало частиною Анцилового моря, яке займало Балтійський басейн. Венерн був пов'язаний з Анциловим морем протокою біля сучасного міста Дегерфорс (ландскап Нерке). Подальше підняття відрізало озера Венерн и Веттерн від Балтики. Тому в озері все ще існують види, які зазвичай не зустрічаються в прісноводних озерах, наприклад бокоплав Monoporeia affinis.
Історія, розказана ісландським мифографом XIII століття Сноррі Стурлусоном в його «Молодшій Едді» про походження озера Меларен, ймовірно, спочатку була про озеро Венерн: шведський король Гільфі пообіцяв жінці Гефйоні стільки землі, скільки чотири вола можуть зорати за день і ніч, але вона використовувала волів з землі велетнів, і, крім того, частину землі викинула в море, де ця земля стала островом Зеландія. У «Молодший Едді» говориться, що «затоки озера відповідають мисам у Зеландії», оскільки це набагато вірніше для озера Венерн, ймовірно, міф спочатку був про Венерн, а не про Меларен.
Битва на кризі озера Венерн була битвою VI століття, яка описана в скандинавських сагах і згадується в давньоанглійському героїчному епосі «Беовульф». У «Беовульфі» стверджується, що озеро Венерн знаходиться поруч з насипом дракона в Ернанессі.
6 травня 2009 року на дні озера було знайдено корабель вікінгів.

## Опис
Площа водного дзеркала озера становить 5 650 км². Середня глибина озера становить 27 м, а максимальна — 106 м. З озера витікає річка Гета-Ельв (впадає у протоку Каттегат). Венерн є частиною водного шляху Стокгольм — Гетеборг.
Озеро розташоване на грабені, який утворився під час льодовикового періоду близько 10 тис. років тому. Берегова лінія озера мало порізана. Півострів, що глибоко вдається в озеро, ділить його на дві водойми, західна відома як Дальбос'єн, східна — як Вермландс'єн.
Озеро має кілька архіпелагів і близько 22 000 островів. Найбільші острови: Торсе (62 км²), Колландсе (56,78 км²) та Хаммаре (47 км²). Менші острови: Бромме (13,26 км²), Юре (1,55 км²) та Луре. В озеро впадає понад 30 річок, найбільші з яких Кларельвен (460 км), Бюельвен (190 км) і Тідан (187 км). Вода в озері Венерн найпрісніша з-поміж усіх прісних озер світу й близька до дистильованої води.
Найбільші порти на озері — Карлстад і Крістінегамн на півночі, Марієстад на сході, Лінчепінг на півдні, Венерсборг на південному заході.

## Довкілля
Екологічні моніторингові дослідження проводяться щорічно. У доповіді за 2002 рік дані не показали помітного зниження загальної якості води, але незначне зниження видимості через збільшення кількості водоростей. Зростаючий рівень азоту створював проблеми протягом 1970-х і 1990-х років, але зараз він регулюється і знаходиться на стабільному рівні.
Деякі затоки також мають проблеми з евтрофікацією і заросли водоростями та рослинним планктоном.

## Рибальство
У Венерні мешкає багато різних видів риб, тому на озері добре розвинене рибальство.Спортивне рибальство в озері є вільним та нерегульованим, як з берега, так і з човна (з деякими обмеженнями, наприклад, максимум три лосося або форелі на людину за добу). Комерційне рибальство вимагає дозволу.

## Іхтіофауна
У відкритих водах Венерн найпоширенішою рибою є корюшка європейська, домінуюча в східній частині Дальбос'єна, де в середньому 2600 корюшек на гектар. Другою за чисельністю є ряпушка, також найбільш поширена в Дальбос'єні (200—300 риб на гектар). Популяції можуть сильно відрізнятися в залежності від пори року, температури, рівня води та її якості.
В озері поширені два підвиди лосося атлантичного. Вони вже близько 9000 років живуть у водах озера Венерн і нерестяться в сусідніх річках і озерах. Перший підвид, гульспонзькій лосось, названий на честь східної притоки Гульспонгсельвен. Другим є кларельвенський лосось, який переважно нереститься в річці Кларельвен. Ці підвиди тісно пов'язані з атлантичним лососем Балтійського моря і відрізняються тим, що ніколи не виходять в океан. Відомо, що цей великий озерний лосось важить близько 18 кг. Найбільший в світі озерний лосось вагою понад 20 кг виловлений в озері Венерн. У притоках є й інші види лососевих. Найважливішими великими рибами в озері є також пструг струмковий і судак звичайний.
В озері Венерн поширені такі види сига:
- Coregonus pallasii (також поширений в Неві, Фінській затоці, Балтійському морі),
- Coregonus megalops,
- Coregonus maxillaris (поширений переважно у Швеції),
- Coregonus nilssoni,
- Coregonus widegreni (Валаамський сиг),
- Coregonus maxillaris.

## Галерея

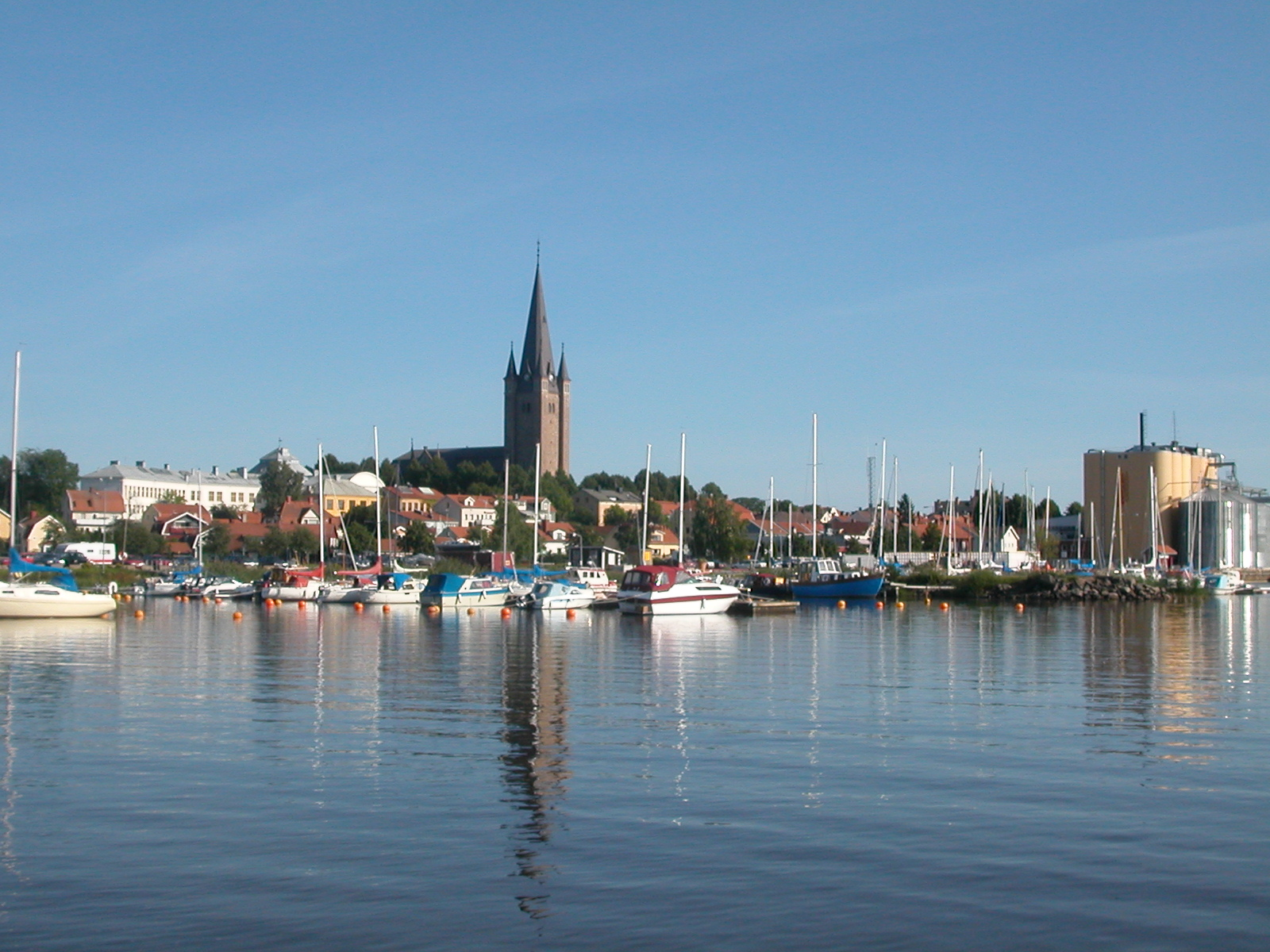
Вид на Марієстад з озера Венерн
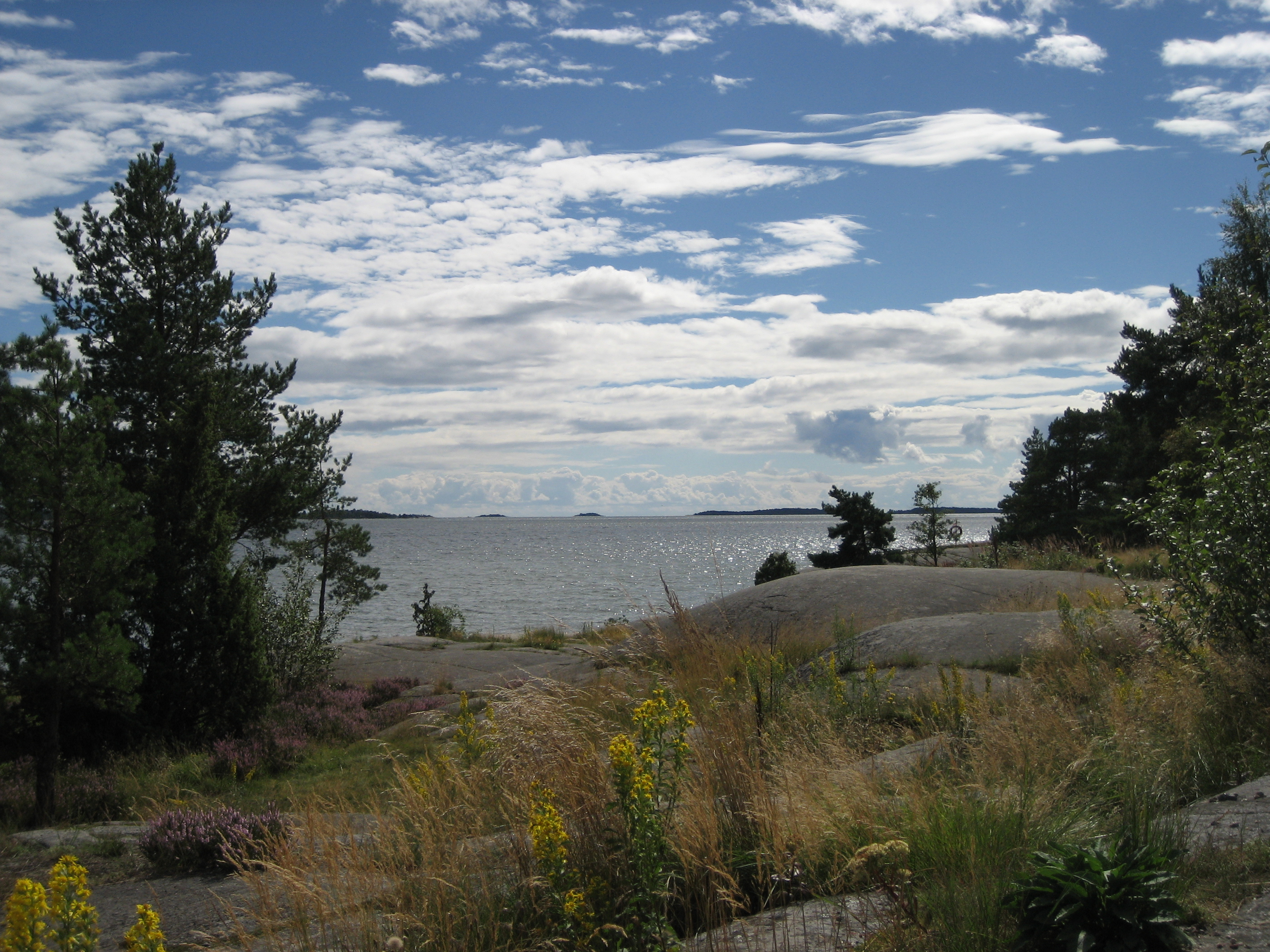
Озеро Венерн біля Карлстаду
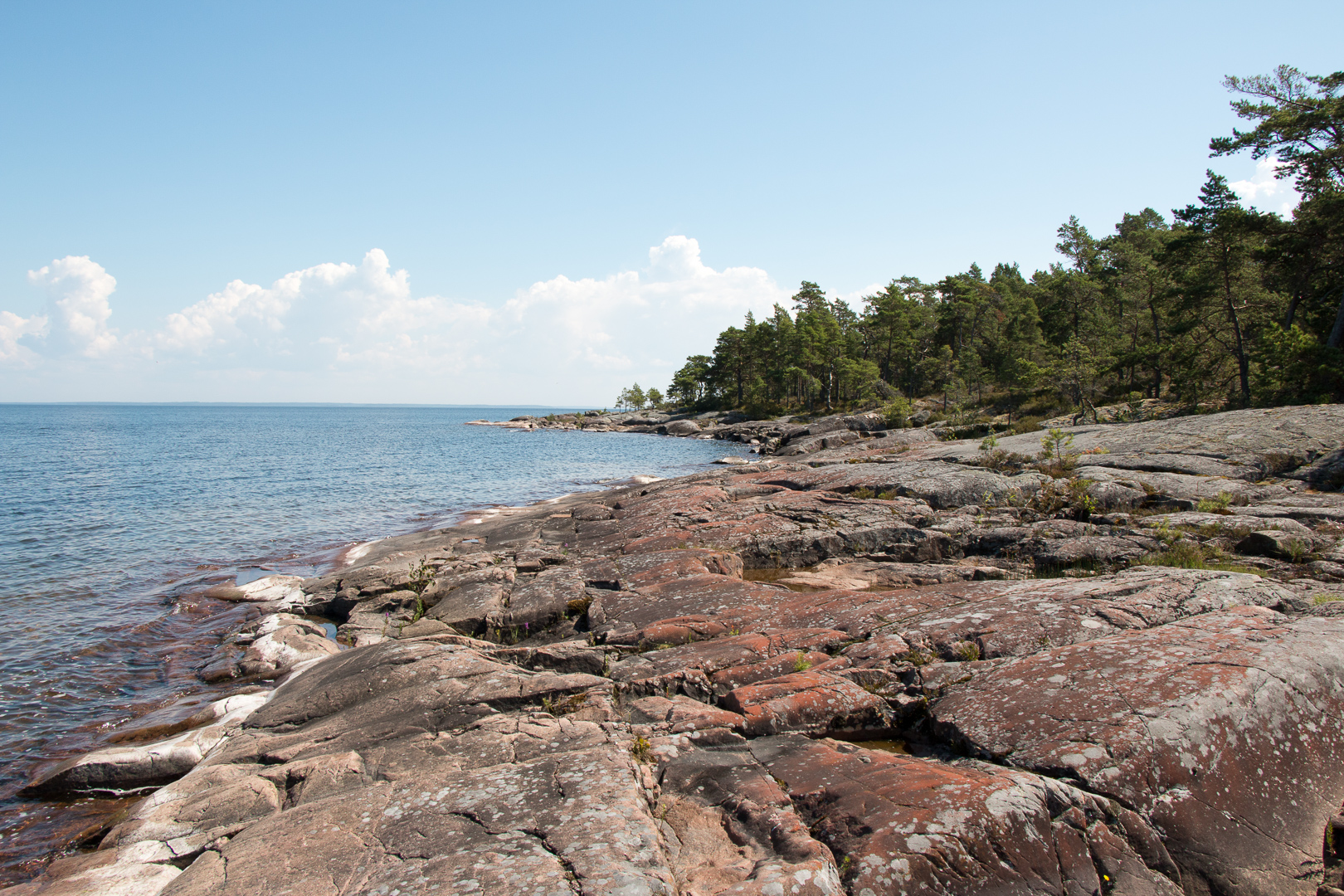
Острови Юре
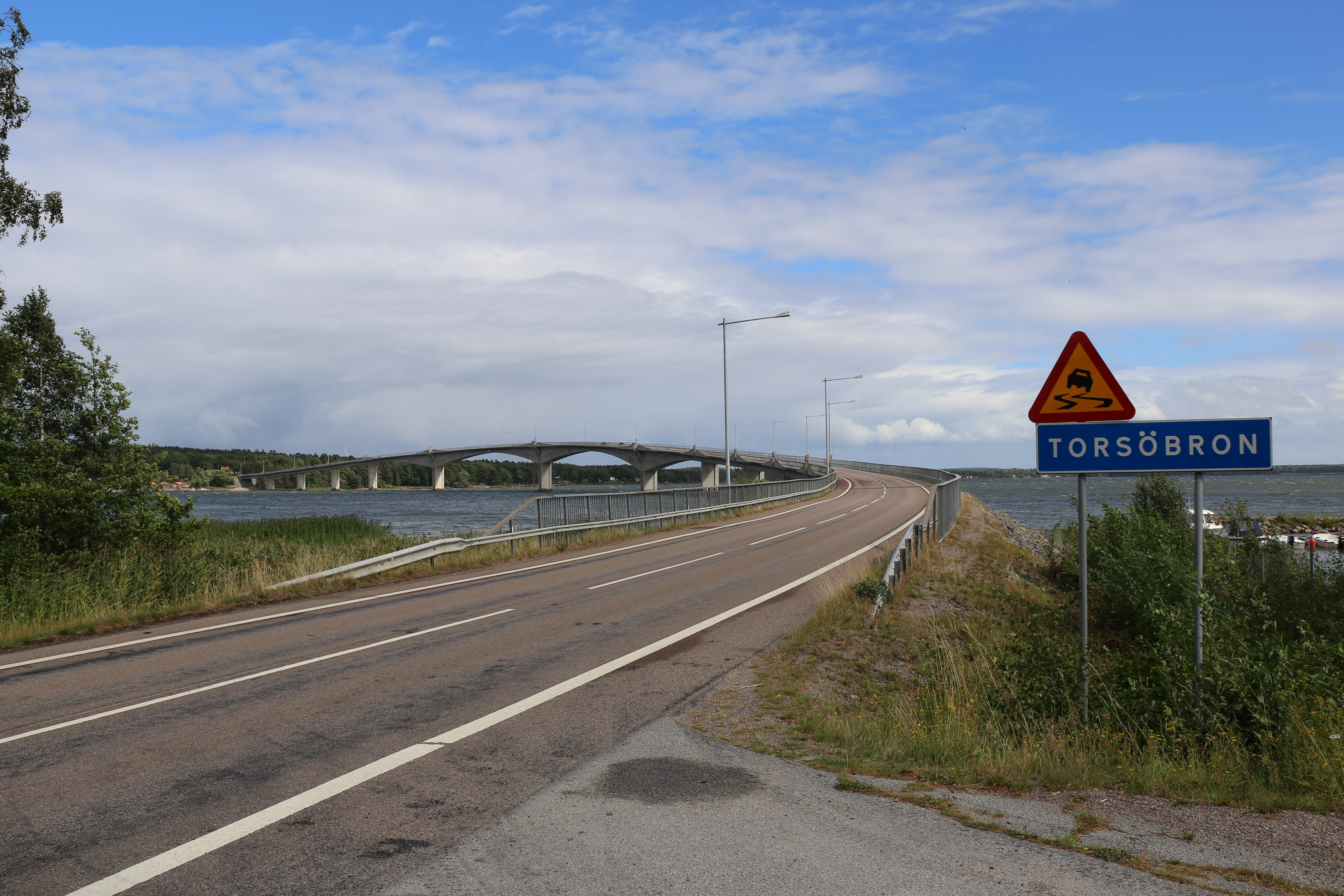
Острів Торсе
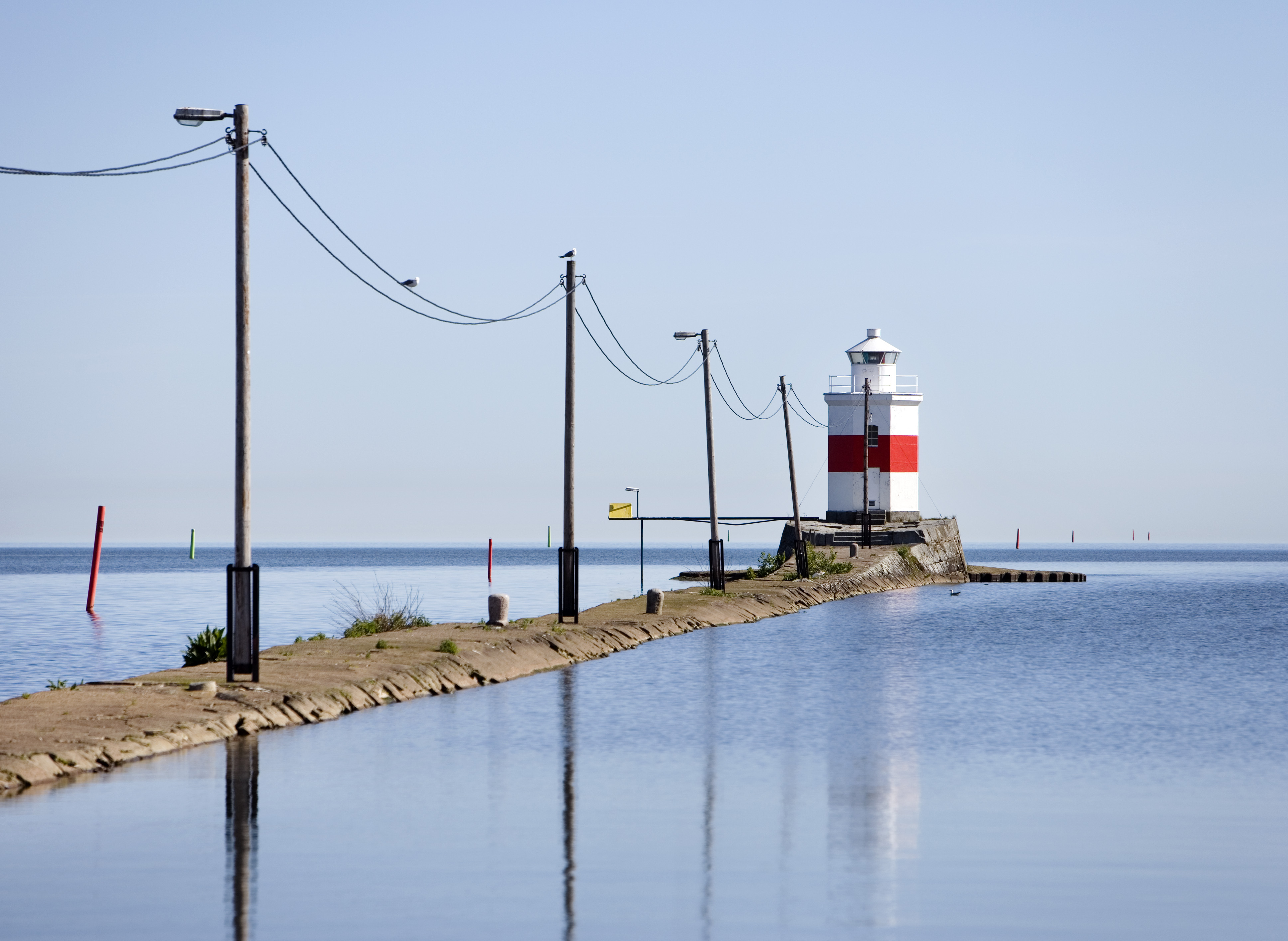
Маяк у Лінчепінгу
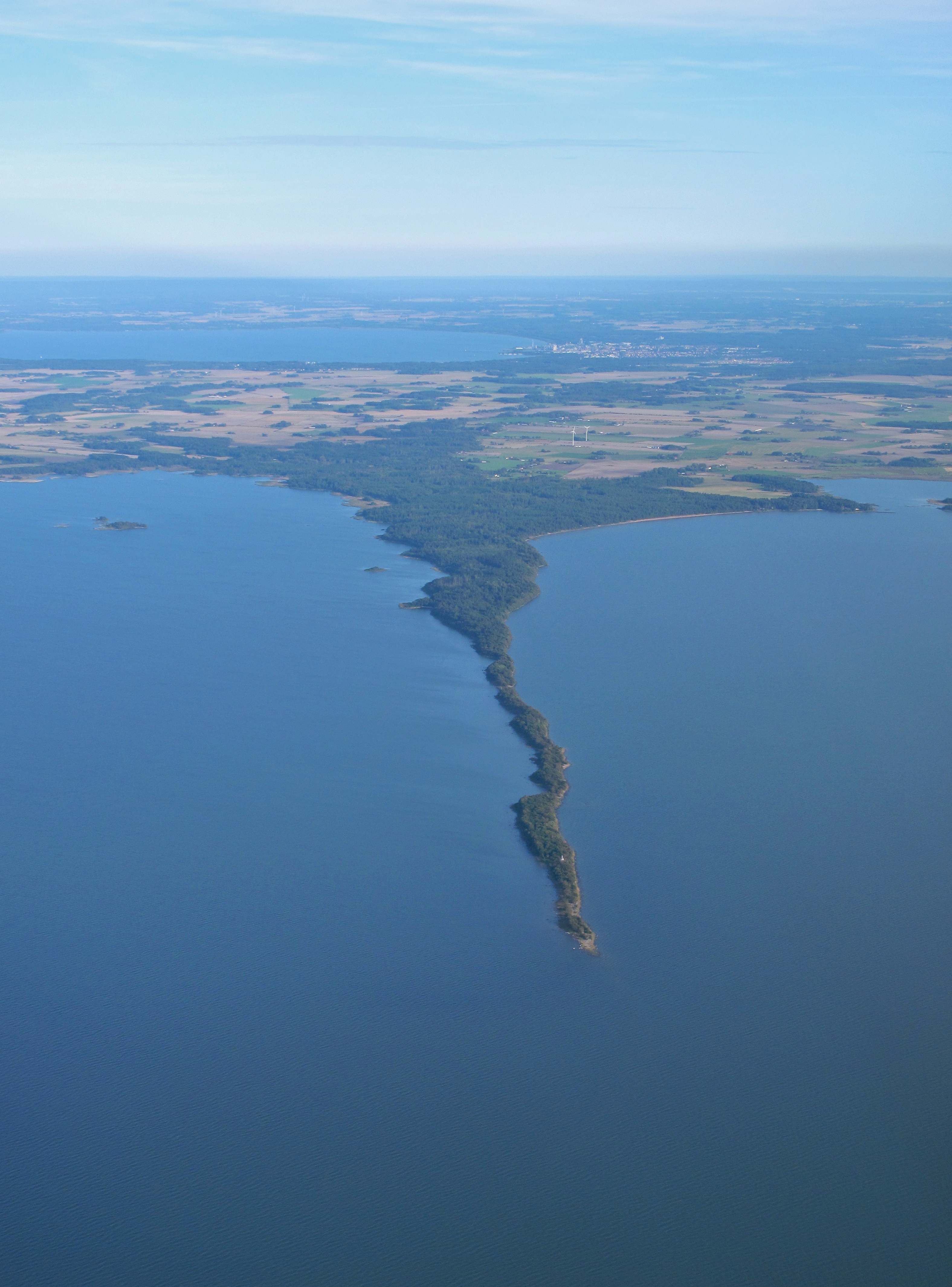
Довгий вузький півострів в озері Венерн